# George Zweig
George Zweig (* 30. květen 1937, Moskva) je americký fyzik ruského původu a neurobiolog. Nezávisle na Murray Gell-Mannovi přišel s hypotézou existence kvarků.
V roce 1959 získal magisterský titul na University of Michigan, doktorský titul získal na Caltechu, kde pracoval pod vedením Richarda Feynmana. Po zisku doktorátu dlouhá léta pracoval na MIT a v Los Alamos National Laboratory. V současné době pracuje pro finanční společnost Renaissance Technologies na Long Island v New Yorku.
Roku 1964 nezávisle na Murray Gell-Mannovi předpověděl existenci kvarků, které však ve své práci nazýval "Aces" (esa). O pět let později získal Gell-Mann Nobelovu cenu za své příspěvky a objevy ohledně klasifikace elementárních částic a jejich interakcí. Kvarkový model nebyl v odůvodnění ocenění zmíněn, protože existence prvního kvarku byla potvrzena pouhý rok předtím na urychlovači ve Stanfordu. Zweig Nobelovu cenu nezískal.
Později se začal věnovat neurobiologii. Zabýval se transdukcí zvuku na nervové impulzy probíhající v hlemýždi lidského ucha. V roce 1975 vyvinul kontinuální vlnkovou transformaci.
Roku 1981 získal ocenění MacArthurPrize Fellowship a v roce 1996 byl zvolený do Národní akademie věd Spojených států amerických.